# Frederick Tennyson
Pour les articles homonymes, voir Tennyson (homonymie).
Frederick Tennyson, né le 5 juin 1807 à Louth et mort le 26 février 1898 à Kensington, est un poète anglais.